# Bartholomaeus Stockmann
Bartholomaeus Stockmann (ca. 1550 - 1609) var en tyskfødt renæssancekomponist.
Hans fødsels- og dødsår kendes ikke, men vi ved, at han fødtes i Braunschweig. Efter studier ved universitetet i Helmstedt virkede han 1583-86 som kantor ved Flensborg Latinskole og 1587-90 som sanger i Det Kongelige Kantori. Mellem disse to ansættelser sad han fængslet i Flensborg.
Stockmann komponerede vokalmusik og er kendt som komponist til de ældste motetter, som med sikkerhed vides at være skrevet på dansk grund.